# Йоан Каподистрия
Йоан Каподистрия или Йоанис Каподистрияс (на гръцки: Ιωάννης Καποδίστριας) е руски и гръцки държавник, министър на външните работи на Русия (1816-1822) и първи министър-председател на независима Гърция (1827-1831).

## Биография
Потомък е на семейство от Корфу, преселило се в края на XIV век в Копер (Capo d'Istriya), където родът служи на Венецианската република.
Завършва философия и медицина в университета в Падуа, след което се отдава на дипломатическа служба. От 1799 г. по време на т.нар. Република на седемте острова е главен лекар на руската военна болница на остров Корфу. През 1800 г. по предложение на адмирал Фьодор Ушаков е секретар на Съвета по законодателството на Републиката на Йонийските острови. През 1802 г. обикаля островите, настанявайки руските гарнизони и организирайки гражданска администрация. През 1803 г. е вече държавен секретар на Републиката на Йонийските острови и министър на външните ѝ работи, а от 1807 г. и началник на местната полиция.

### Руски дипломат и министър
След Тилзитския мир Каподистрия преминава на руска държавна служба в Министерството на външните работи. От 1811 г. е главен секретар на руското посолство във Виена, а през 1812 г. е начело на дипломатическата канцелария на руската Дунавска армия, като оглавява комисията, натоварена да изготви проект за административно устройство на Бесарабия, след като последната бъде присъединена към Русия.
През 1813 г. заедно с началника на кабинета на император Александър I е на специална мисия в Швейцария с цел да я присъедини към съюза срещу Наполеон Бонапарт. Успешното изпълнение на мисията му осигурява почетно място на Виенския конгрес и бърза дипломатическа кариера.
През 1815 г. е вече държавен секретар, а от 21 август 1816 г. е управляващ руското имперско Министерство на външните работи, който пост заема до 1822 г. Работи активно за укрепване на съюза между Франция и Русия, опитвайки се привлече реставрираната френска монархия към Свещения съюз.
Каподистрия симпатизира на започналата през март 1821 г. гръцка война за независимост, като по всяка вероятност активно е акуширал събитията като руски външен министър през предходните години. Участва активно във формулирането на т.нар. източен въпрос. Заради позицията на Метерних излиза от активна дипломатическа служба и се отдава на каузата на т.нар. предходно гръцки проект.

### Начело на гръцките дела
На 11 април 1827 г. Народното събрание в Тризина избира граф Йоан Каподистрия за председател на гръцкото правителство (Κυβερνήτης της Ελλάδος) със срок на мандата от 7 години. След известното Наваринско сражение, на 18 януари 1828 г. пристига в страната, за да започне преговори за избор на бъдещ държавен глава на Гърция. Мисията му се оказва доста по-сложна от всички предходни. Среща масова, но неорганизирана съпротива против монархическата си идея сред местното население, което бленува за демократично самоуправление.
Каподистрия обявява, че спазва конституцията и решенията, приети от националните събрания в Епидавър, Атрос и Тризина. Той съставя съвет от 27 души („Панелинион“), разделен на три комисии по 9 души, които да се грижат за административните, финансовите и правните работи. Издава декрет, с който установява броя на епархиите в Пелопонес и островите, възвръщайки им античните имена. Прави опит да организира администрацията и общото образование и да ликвидира пиратството. Димитриос Ипсилантис е назначен за главнокомандващ на армията.
Каподистрия успява да наложи диктатура, опирайки се на проруските среди. Подчинява външната политика на руските интереси. Същевременно не решава аграрния въпрос и не разпределя земята между селяните. Основната част от принадлежалите на турците земи става собственост на първенците, а селячеството остава без земя. Усилията на Каподистрияс да ограничи властта на първенците предизвиква тяхното недоволство. Срещу него се обявява и либералната интелигенция, като особено остра критика му отправя Адамандиос Кораис. Негови противници са едрите търговци и корабособствениците по островите, които са главно с проанглийска ориентация.
Сред враговете на Каподистрия е известното семейство на потомствени земевладелци и коджабаши на Петро бей (Мавромихали) от Морея, който заради опозицията си е тикнат в затвора. Неговият син Георги и брат му Константин са под полицейско наблюдение в Нафплион, където на 9 октомври 1831 г. нападат Каподистрия и го убиват. Константин е линчуван на място, а Георги успява да избяга и да се скрие в къщата на френската мисия, но е издаден и по-късно е екзекутиран.
Смъртта на Йоан Каподистрия предизвиква широк обществен резонанс не само в Гърция, но и по целия свят, издавайки местните нрави, нямащи нищо общо с античните демократични блянове на филелинистите. Настъпилата взривоопасна ситуация кара Англия, Франция и Русия да наложат като форма на управление абсолютна монархия и за крал е избран Отон I. През май 1832 г. Турция признава независимостта на Гърция.